# Ligne de Reims à Laon
La ligne de Reims à Laon est une ligne de chemin de fer française à écartement standard et à double voie non électrifiée des départements de la Marne et de l'Aisne.
Elle constitue la ligne no 082 000 du réseau ferré national.

## Historique
La Compagnie des chemins de fer du Nord devient concessionnaire d'un chemin de fer de La Fère à Reims le 19 février 1852. Il est prévu qu'il se détache, à Tergnier, de la ligne de Creil à Saint-Quentin, se dirige vers Laon puis Reims où il doit se raccorder à la ligne d'Épernay à Reims.
La Compagnie du Nord échange la section de Laon à Reims, par l'arrangement du 12 mai 1857 avec la Compagnie des chemins de fer des Ardennes, contre la ligne de Creil à Beauvais. La Compagnie des Ardennes met en service les 52 kilomètres en 1857, le 31 août pour les voyageurs et le 15 octobre pour les marchandises.
Le 1er janvier 1864 la Compagnie des chemins de fer de l'Est prend le contrôle de la ligne, suivant l'accord de fusion contracté avec la Compagnie des Ardennes le 12 mai 1857, approuvé par le décret du 11 juin 1859, et le traité du 1er mai 1863 qui avance la date effective de la fusion initialement prévue en 1866.